# Trades
Trades est une ancienne commune française, située dans le département du Rhône en région Auvergne-Rhône-Alpes. Le 1er janvier 2019, elle devient une commune déléguée de Deux-Grosnes.

## Géographie
Trades fait partie du Beaujolais.

## Histoire
Par arrêté préfectoral du 29 octobre 2018, la commune disparaît le 1er janvier 2019 au profit de Deux-Grosnes qui regroupe aussi les communes d'Avenas, Monsols, Ouroux, Saint-Christophe, Saint-Jacques-des-Arrêts et Saint-Mamert.

## Politique et administration

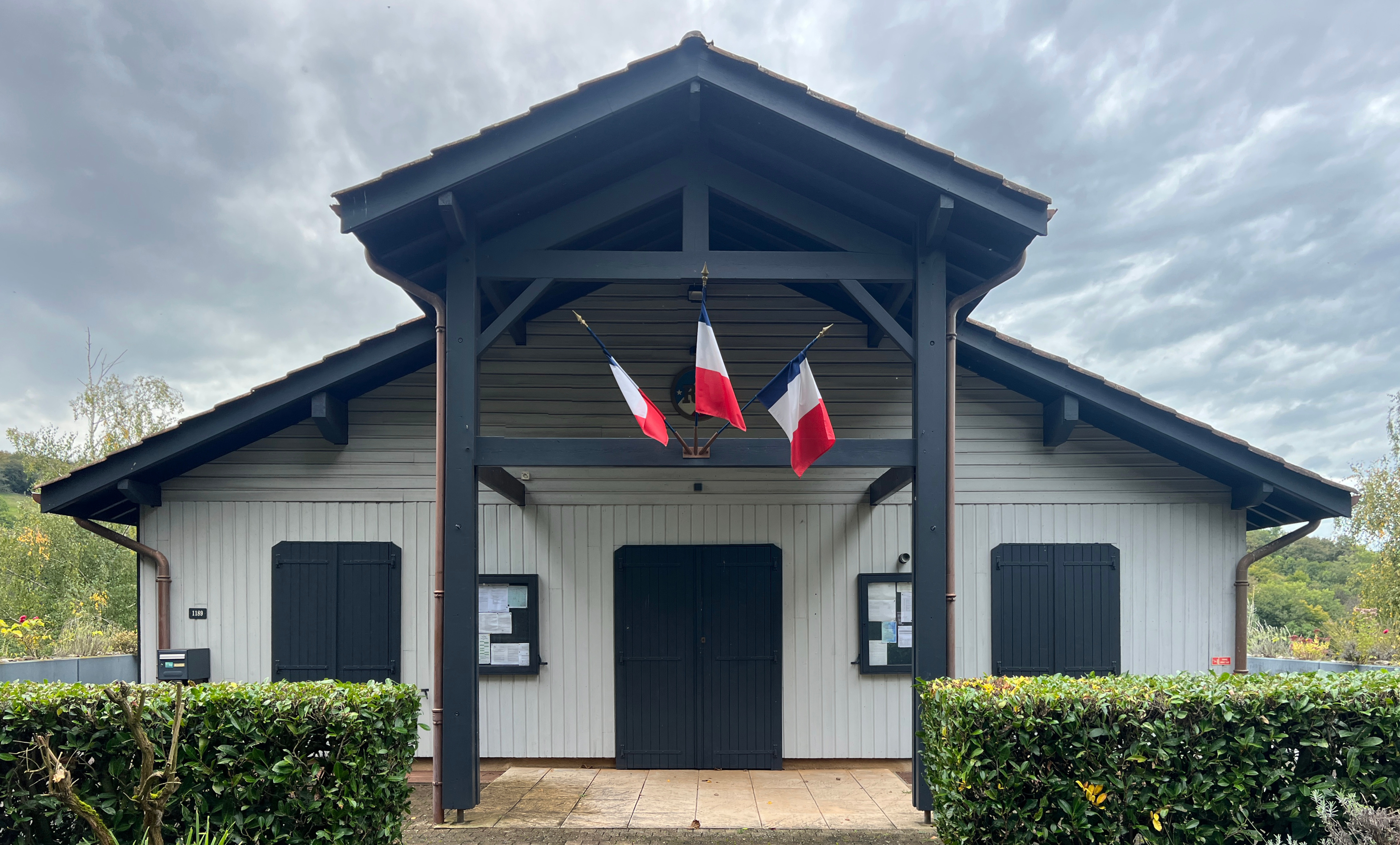
Mairie.

| Période                                  | Période | Identité         | Étiquette | Qualité |
| ---------------------------------------- | ------- | ---------------- | --------- | ------- |
| 2001                                     | 2014    | Michèle Gauthier | DVD       |         |
| 2014                                     |         | Henri Combier    |           |         |
| Les données manquantes sont à compléter. |         |                  |           |         |

## Démographie
L'évolution du nombre d'habitants est connue à travers les recensements de la population effectués dans la commune depuis 1793. Pour les communes de moins de 10 000 habitants, une enquête de recensement portant sur toute la population est réalisée tous les cinq ans, les populations de référence des années intermédiaires étant quant à elles estimées par interpolation ou extrapolation. Pour la commune, le premier recensement exhaustif entrant dans le cadre du nouveau dispositif a été réalisé en 2004.

En 2016, la commune comptait 117 habitants, en stagnation par rapport à 2010 (Rhône : +3,93 %, France hors Mayotte : +2,11 %).
| 1793 | 1800 | 1806 | 1821 | 1831 | 1836 | 1841 | 1846 | 1851 |
| ---- | ---- | ---- | ---- | ---- | ---- | ---- | ---- | ---- |
| 225  | 128  | 214  | 315  | 322  | 323  | 342  | 388  | 356  |

| 1856 | 1861 | 1866 | 1872 | 1876 | 1881 | 1886 | 1891 | 1896 |
| ---- | ---- | ---- | ---- | ---- | ---- | ---- | ---- | ---- |
| 363  | 337  | 337  | 317  | 319  | 295  | 308  | 303  | 282  |

| 1901 | 1906 | 1911 | 1921 | 1926 | 1931 | 1936 | 1946 | 1954 |
| ---- | ---- | ---- | ---- | ---- | ---- | ---- | ---- | ---- |
| 271  | 239  | 226  | 204  | 172  | 195  | 178  | 154  | 137  |

| 1962 | 1968 | 1975 | 1982 | 1990 | 1999 | 2004 | 2006 | 2009 |
| ---- | ---- | ---- | ---- | ---- | ---- | ---- | ---- | ---- |
| 133  | 140  | 115  | 102  | 102  | 101  | 100  | 100  | 115  |

| 2014 | 2016 | - | - | - | - | - | - | - |
| ---- | ---- | - | - | - | - | - | - | - |
| 114  | 117  | - | - | - | - | - | - | - |

## Lieux et monuments

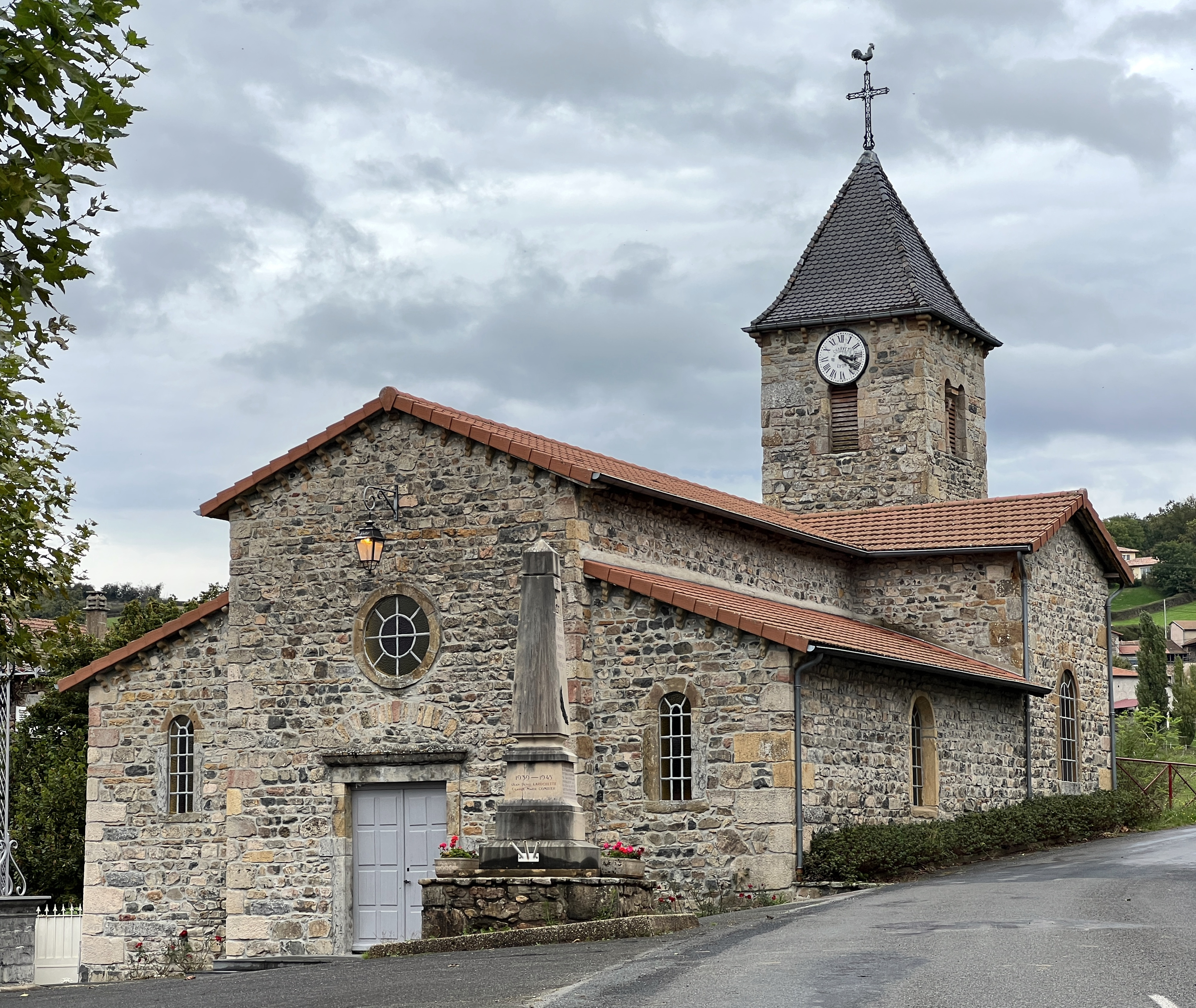
Église Saint-Éloi.

- La croix de l'orme
- Le vieux moulin - Restaurant
- Le plan d'eau
- Complexe touriste de séjour
- Église rattachée à Cluny